# Frédéric Boyadjian
Pour l’article homonyme, voir Boyadjian.
Frédéric Boyadjian, né le 13 février 1977 à Échirolles, est un joueur arménien de rugby à XV, qui joue en équipe d'Arménie de rugby à XV et en club au poste de demi d'ouverture (1,77 m pour 80 kg).
Il est notamment demi-finaliste de championnat de France en 1998-1999 et s'incline à quatre minutes de la fin du match contre l'AS Montferrand.
Son équipe participe l'année suivante à la Coupe d'Europe où elle sera la seule à battre les Anglais des Northampton Saints, futurs vainqueurs de l’épreuve.

## Palmarès
- En championnat de France de première division :
  - Demi-finaliste (1) : 1999 avec le FC Grenoble

## Carrière en club
- 1998-2000 : FC Grenoble,
- 2000-2004 : RC Aubenas,
- 2004-2010 : SO Chambéry
- 2010-2011 : US Annecy